# Buteni (okręg Arad)
Buteni – wieś w Rumunii, w okręgu Arad, w gminie Buteni. W 2011 roku liczyła 2183 mieszkańców. 